# Taksonomske kategorije
Taksonomske kategorije (starogrčki. táxis ,red’ und nómos ,zakon’) ili Znanstveno ime predstavljaju jedinstvenu metodu ili model za biološku klasifikaciju u taksonomiji. 
Predstavljaju razine hijerarhije. Osnovna taksonomska kategorija je vrsta.
| taksonomske kategorije | prijmer hijerarhije taksona |
| ---------------------- | --------------------------- |
| Carstvo (taksonomija)  | Mnogostanične životinje     |
| Odjeljak (taksonomija) | Svitkovci                   |
| Koljeno (taksonomija)  | Kralježnjaci                |
| Razred (taksonomija)   | Sisavci                     |
| Red (taksonomija)      | Zvijeri                     |
| Porodica (taksonomija) | Mačke                       |
| Rod (taksonomija)      | Caracal                     |
| vrsta                  | Afrička zlatna mačka        |
| podvrsta               |                             |